# Strude
En Strude er en slags sort tøjmaske, der tidligere blev brugt af kvinderne på Fanø.

## Anvendelse
Struden blev brugt til at beskytte huden mod stærk sol og vind. Den bestod af en øvre del, der dækker panden til øjnene, og en nedre del, der dækkede underansigtet. Udtrykket "strude" bruges også om en spids, og hænger sammen med den spids, der blev dannet af klædet ved kvindernes mund. Udtrykket bruges også om en hætte med spids, strudhætte.
Struden bestod af en over- og underdel med udskæring til øjnene og med et opslag af kulørt stof. Delene var som regel foret med linned eller tilsvarende. Struden havde form som en slags maske og blev bundet eller hægtet i nakken, og når det nederste stykke blev løftet op og dækkede næsen, "strudede" det ud over læberne. 
Struden beskyttede fanøkvindernes teint mod vind, sand, regn og stærk sol, og den blev som regel altid brugt under markarbejde. Den var i aktiv brug indtil de første årtier af 1900-tallet, men anvendes i dag kun ved særlige anledninger